# 九州のバス時刻表
九州のバス時刻表（きゅうしゅうのバスじこくひょう）は九州内の路線バスを対象とした、時刻表および乗り換え経路の検索サイト。
2006年4月1日にSUNQパスの制度改正が行われ、それを機に2007年4月20日に九州での路線バス利用の利便を図る目的で開設された。姉妹サイトとして高速バス検索サイト『Qバスサーチ』や高速バス予約サイト『楽バス』がある。

## 概要
九州内の複数のバス事業者の路線バスが検索できる複合サイトで、運営・管理の担当事業者は西日本鉄道。インターネット向けだけでなく携帯電話向けにも運営されており、本システムに参加している事業者のバス停ではQRコードを掲載したステッカーが貼られている。
開設以来参加事業者は徐々に増加しているが、SUNQパス事業者でも堀川バスや長崎バスなど、まだすべての事業者を網羅してはいない。このため路線によっては未参加事業者のサイトと兼用する必要がある。またデータ更新に時間がかかる場合、その間は当該事業者の時刻表が検索できないことがあるため注意が必要。
なお、トップページにはダイヤ改正等の情報が掲載されているが、西鉄グループの路線に関しては情報は掲載されておらず、西鉄ホームページに内にある「ダイヤ改正情報」を参照する必要がある。

## 参加事業者
2019年5月1日現在、以下の事業者が参加している。（一部の参加会社はデータ整備のために一時休止する場合あり）
- 西日本鉄道（サイト運営者[1]）
- 西鉄バス北九州
- 西鉄バス二日市
- 西鉄バス宗像
- 西鉄バス久留米
- 西鉄バス佐賀
- 西鉄バス大牟田
- 西鉄バス筑豊
- 九州急行バス
- 北九州市交通局（運行を受託している芦屋町タウンバスを含む）
- JR九州バス
- 昭和自動車
- 祐徳自動車
- 佐賀市交通局
- 長崎県交通局
- 長崎県央バス
- 西肥自動車
- 島原鉄道
- 九州産交バス
- 産交バス
- 熊本市交通局
- 熊本都市バス（2010年4月8日より新規参加）
- 熊本電気鉄道
- 大分バス
- 大野竹田バス
- 臼津交通
- 大分交通
- 大交北部バス
- 国東観光バス
- 玖珠観光バス
- 日田バス
- 亀の井バス
- 宮崎交通
- 鹿児島交通
- 南国交通
- 鹿児島市交通局